# Хофманьский, Пётр
Пётр Юзеф Хофма́ньский (пол. Piotr Józef Hofmański; род. 6 марта 1956, Познань, Польская Народная Республика) — польский юрист, специалист по уголовному праву, профессор права. С 11 марта 2015 по 11 марта 2024 года судья Международного уголовного суда. До этого работал советником при Совете Европы. С 11 марта 2021 по 11 марта 2024 года — Председатель Международного уголовного суда.

## Биография
Родился в 1956 году в Познани. В 1978 году окончил юридический факультет Университета Николая Коперника. В 1981 году получил докторскую степень по философии, а в 1990 году докторскую степень по праву. С 1990 по 2002 год профессор уголовного права Белостокского университета, преподавал уголовное и уголовно-процессуальное право. С 2003 года руководитель кафедры уголовного процесса Ягеллонского университета. В 1996—2015 годах являлся судьёй Верховного суда Польши.
В 2014 году избран судьёй Международного уголовного суда по списку «А» от региональной группы восточноевропейских государств.
В сентябре 2023 года Россия выдала ордер на арест Хофманьского по неустановленным обвинениям, предположительно в отместку за то, что Международный уголовный суд выдал ордер на арест президента Владимира Путина.

## Личная жизнь
Пётр Хофманьский свободно говорит на польском, английском и немецком языках. Он женат и имеет трёх дочерей.

## Публикации
Пётр Хофмански является автором и соавтором более 300 публикаций, посвященных различным аспектам уголовного права и процесса, международного сотрудничества по уголовным делам и защите прав человека. Многие из его публикаций были написаны и опубликованы на немецком и/или английском языках.